# Сура Ас-Сафф
Сура Ас-Сафф (араб. سورة الصف‎) або Лави — шістдесят перша сура Корану. Мединська, містить 45 аятів.